# AZ Phoenicis
AZ Phoenicis (HR 239) é uma estrela variável na constelação de Phoenix. Tem uma magnitude aparente visual média de 6,48, estando próxima do limite de visibilidade a olho nu. Com base em medições de paralaxe pela sonda Gaia, está localizada a aproximadamente 323 anos-luz (99 parsecs) da Terra. Sua magnitude absoluta é calculada em 1,65.
AZ Phoenicis é uma variável Delta Scuti, apresentando pulsações estelares com um período único de 79,3 minutos, fazendo seu brilho variar com uma amplitude de 0,015 magnitudes. Sua variabilidade foi descoberta em 1977 por Werner Weiss a partir de observações com o telescópio de 50 cm no Observatório de La Silla. AZ Phoenicis já foi classificada também como uma possível estrela Ap, o que permanece incerto, apesar da estrela apresentar sinais de alta concentração de metais; a metalicidade medida da estrela é de cerca de 3 vezes a metalicidade solar.
Esta estrela é classificada com um tipo espectral de A9/F0III, correspondendo a uma gigante de classe A ou F. Com um raio estimado de 2,7 vezes o raio solar, está brilhando com 19 vezes a luminosidade solar a uma temperatura efetiva de 7 280 K. As observações astrométricas da sonda Hipparcos detectaram uma aceleração significativa no movimento próprio de AZ Phoenicis, indicando que ela é uma binária astrométrica.